# Izly
Izly by Crous est le service de paiement des Crous. Izly by Crous permet aux étudiants et à certains agents des ministères de l'Éducation nationale et de l'Enseignement supérieur de payer les services du Crous sur leur campus et dans les administrations. L'envoi d'argent entre utilisateurs était également possible auparavant.
Lancé en 2015, Izly by Crous remplace Moneo.

## Historique
Izly by Crous est un service développé par xPollens, filiale de la BPCE. Il est actif depuis l'année universitaire 2015-2016. Il permet aux étudiants de bénéficier des tarifs subventionnés.

## Usage
À son lancement, le paiement par Izly by Crous est exploité par le Crous, notamment dans la restauration au sein des établissements français d'enseignement supérieur.
Ce système permet de payer aux différents services de restauration rattachés au CROUS en utilisant la carte étudiant comme carte de crédit sans contact, ou en générant un code QR avec l’application mobile.

## Gestion du crédit
L'utilisateur peut recharger son compte Izly par carte bancaire, pour un minimum de 10 euros, ou par prélèvement bancaire, pour un minimum de 5 euros. Il peut également envoyer un lien à un proche pour lui demander de le faire. Le rechargement en espèces auprès d'un guichet du Crous est également disponible.
À tout moment, l'utilisateur peut récupérer tout ou partie de son crédit par le biais d'un virement sur son compte bancaire.

## Controverses

### Respect de la vie privée
Lors de l'année universitaire 2017-2018, il a été découvert par un usager du service que l'application Izly recueillait des informations précises de géolocalisation concernant les étudiants. Ces informations étaient ensuite envoyées à des organismes publicitaires. Le Crous a plus tard publié une annonce informant la suppression de cette fonction dans l'application Izly.

### Prélèvement de frais pour non-utilisation du compte Izly
Au cours de l'année 2021, des utilisateurs et utilisatrices d'Izly font remarquer qu'en cas de non-utilisation du compte Izly pendant une période prolongée, des frais de service d'un montant de 4 € étaient appliqués. Ce montant a beau être prévu par les Conditions générales d'utilisation d'Izly, beaucoup de personnes s'estiment lésées, en raison du manque de prévention autour de ces frais de service, et de la difficulté pour supprimer son compte Izly.